# روبير الفارس
روبير الفارس كاتب وروائي وصحفي وقاص مصري وباحث في التاريخ القبطي، وُلد في إحدى قرى مركز ملوي بمحافظة المنيا عام 1978. وبدأ رحلته مع الكتابة كصحفي، وسرعان أن اتجه إلى الكتابة القصصية والروائية، فأصدر ما يقرب من 30 كتابًا، وتُرجمت بعض أعماله الأدبية إلى اللغة الإنجليزية، كما حولت بعض قصصه إلى أفلام مثل الفيلم المصري الكندي القصير «الإغراء المقدس» الذي اقتبس عن قصته «الحرب علي ماري»، وأخرجه المخرج الكندي مصري الأصل مينا سليمان، وقام ببطولته سناء سمير ومدحت موريس. نشرت بعض نصوص روبير الفارس القصصية في عدد من المجلات والصحف المصرية والدولية مثل جريدة القاهرة، وجريدة أخبار الادب، وجريدة الحياة اللندنية، ويعمل حاليًا كصحفي في جريدة البوابة

## مؤلفاته
ألف روبير الفارس العديد من المؤلفات التي تنوعت ما بين المجموعات القصصية، والروايات، والتحقيقات الصحفية، والدراسات التاريخية، ومنها:
- في الفولكلور القبطى: صدر عام 2007 عن الهيئة العامة لقصور الثقافة التابعة لوزارة الثقافة المصرية، وكتب مقدمته الكاتب خيري شلبي.[2]
- عيب إحنا في كنيسة (مجموعة قصصية): صدرت عام 2009 عن دار ميريت للنشر والتوزيع بالقاهرة، وحولت إحدى قصص المجموعة، والتي حملت عنوان «الحرب علي ماري» في عام 2021 إلى فيلم قصير أخرجه المخرج المصري الأصل كندي الجنسية مينا سليمان.[3][4]
- جومر (رواية): صدرت عام 2012 عن وكالة سفنكس للنشر والتوزيع بالقاهرة.[5]
- البتول (رواية): صدرت عن دار الفنون للنشر والتوزيع بلندن، كما حولها المخرج أحمد عويس إلى سيناريو.
- رؤية مسيحية لرواية أولاد حارتنا
- السحر عند الأقباط.. دراسة ونصوص
- مترو مارجرجس
- صلاة القتلة
- مباني من بخور (رواية): صدرت في أكتوبر من عام 2012 عن الهيئة العامة لقصور الثقافة بالقاهرة.[6]
- جريمة في دير الراهبات (رواية): صدرت عام 2014 عن دار سفنكس للنشر والتوزيع بالقاهرة.[7]
- المسيح المصلوب على يد داعش: صدر عام 2014، ويعد أول كتاب يؤرخ لمذبحة قتل المواطنين المصريين الأقباط في ليبيا.[8]
- جلابية ستان (مجموعة قصصية): صدرت عام 2016 عن الهيئة المصرية العامة للكتاب بالقاهرة، وحملت قصص المجموعة عناوينًا مثل «احلي من الشرف»، و«سمر خوفك في لحمي»، و«غراب» و«نصيبنا في جنة عدن» و«بكارة مبتلة»، و«السامري يصل متأخرا» و«اية الشر»، وغيرها. وقد ترجم المترجم السعودي عصام الجاسم إحدى قصص المجموعة، وهي بعنوان «بكارة مبتلة» إلى اللغة الإنجليزية، ونشرتها مجلة جامعة سان دييجو الأمريكية في عددها الحادي والخمسين، والذي صدر في عام 2018، كما ضمنت القصة في كتاب صدر باللغة الإنجليزية عام 2020 عن دار كالتشرال كالت بريس الأمريكية بعنوان «دماء - أنثولوجيا الخيال العنيف»، ويحوى الكتاب مختارات قصصية لمجموعة من الكتاب من مختلف أنحاء العالم، تناقش جميعها موضوع العنف.[9][10][11][12]
- لعبة الضلال (رواية): صدرت عام 2016 عن دار روافد للنشر والتوزيع بالقاهرة.[13][14]
- المسكوت عنه من الفلكلور السياسي للأقباط: صدر عام 2016 عن دار روافد للنشر والتوزيع بالقاهرة.[15][16]
- مَتىَّ المسكين المطارد: صدر عام 2019 عن مؤسسة مصر العربية للنشر والتوزيع بالقاهرة.[17]
- أنياب القديس (رواية): صدرت عام 2019 عن دار روافد للنشر والتوزيع بالقاهرة.[18]
- الرعاع (رواية قصيرة): صدرت عام 2020 عن دار روافد للنشر والتوزيع بالقاهرة.[19][20]
- المجلات القبطية.. دراسة تاريخية ومختارات: صدر عام 2021 عن دار روافد للنشر والتوزيع بالقاهرة، وكتب مقدمته كل من الدكتورة نيفين مسعد أستاذ العلوم السياسية بجامعة القاهرة، والباحث إسحاق الباجوشي عضو لجنة التاريخ القبطي، وصممت غلاف الكتاب الفنانة وفاء جرجس.[21][22]
- نيافة الراعي والنساء (مجموعة قصصية): صدرت عام 2021 عن دار روافد للنشر والتوزيع بالقاهرة خلال معرض القاهرة الدولي للكتاب، وحوت المجموعة 16 قصة قصيرة حملت عناوينًا مثل «لا أريد معجزة يا بابا كيرلس»، و«الثعبان لا يرتدي الجوارب»، و«دور يوسف شعبان»، و«تبات نار تصبح بحيرة»، و«غير متفقة نياتنا في الخبث»، و«التكرار في قصة المزة والحمار»، و«حاسة مرذولة»..[23][24]

## الجوائز والتكريمات
حظي الكاتب والصحفي روبير الفارس بتكريم العديد من الجهات، وحصل على عدد من الجوائز الأدبية، والتي من أهمها:
- درع عميد الأدب العربي طه حسين من مجموعة «مجراية» للثقافة والفنون وإحياء التراث عن مجمل أعماله الأدبية.[25]
- وصلت روايته «جريمة في دير الراهبات» إلى القائمة القصيرة لجائزة ساويرس للثقافة عام 2014.